# 紫宸殿

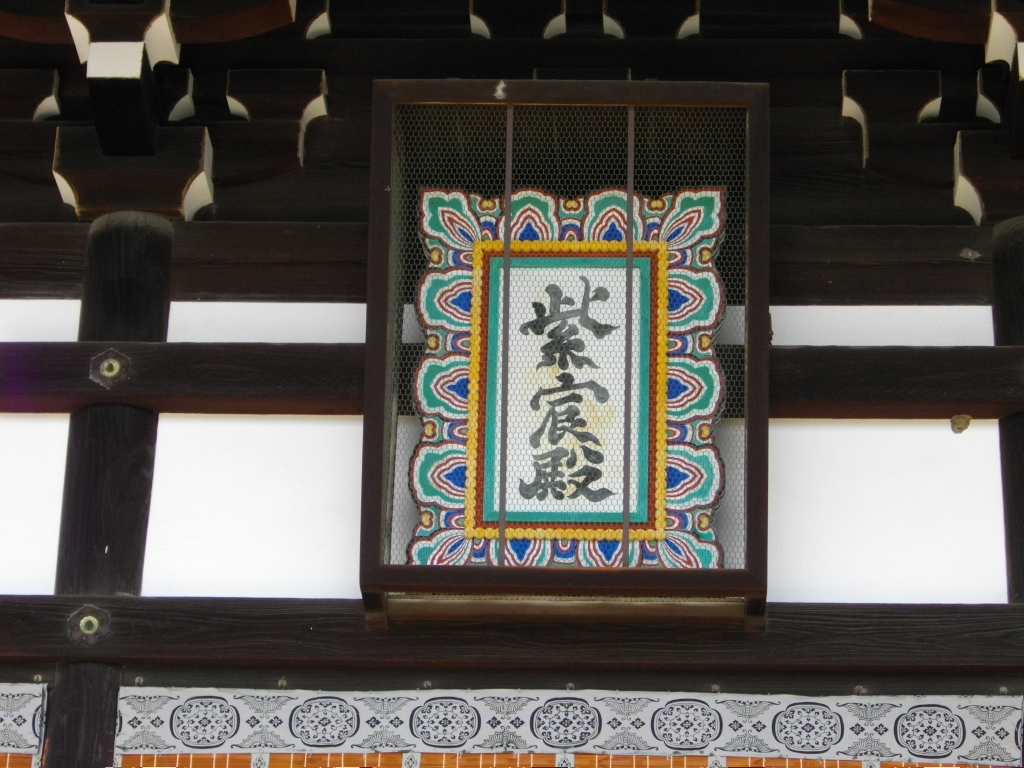
日本・京都御所にある紫宸殿の扁額

紫宸殿（ししんでん、ししいでん）とは、京都府の京都御所にある、内裏の正殿建築を指す。
ここでは、天皇の元服や立太子礼、譲国の儀、節会などの儀式が行われ、後には即位礼の場所ともなった。殿舎の南には、南庭が広がり、北には仁寿殿が位置している。天皇が普段の日常生活を送る清涼殿に対し、紫宸殿は公的な意味合いが強かった。
現在の紫宸殿は、1869年（明治2年）に再建され、京都御所が明治時代に新しい政治の中心として再整備される一環として行われていた。

## 漢字表記と語源
古くは「紫震殿」という漢字表記も用いられた。いつ紫震殿から紫宸殿に表記が統一されたのかについて、今でも不明である。
また、「南殿」や「前殿」は紫宸殿の別称としてしばしば使われているが、文脈によってはほかの建築物を指すこともある。
紫宸殿の三つの漢字の意味が、以下の通りである：
- 「紫」とは、古代中国の星官である紫微星に由来し、「天帝の玉座」を意味するもので、必ずしも紫色そのものを指すわけでは無い。漢字圏では君主が天帝の子孫とされるため、天子と呼ばれ、天子たちが住む宮殿も「紫」で形容されるようになった[2]。中国の明王朝や清王朝の宮殿・紫禁城や、ベトナムの紫禁城、日本の紫宸殿もこの用法に基づいている。
- 「宸」とは、「帝王たちの住まい」を意味する。たとえば、唐王朝の都・長安にあった大明宮にも、第三正殿として紫宸殿が置かれ、皇帝の日常生活の場となる内宮的な性格を持っていた。
- 「殿」とは、そのまま一般的な日本語の「宮殿」と同じ意味を持つ。

前述の通り、紫宸殿の呼称はもともと中国から伝来し、古くから中国・日本・ベトナムの三国で使用されてきた。しかし、現代の中華人民共和国やベトナム社会主義共和国には、同じ名前の建築物は存在しない。中国では遺跡としてのみ残っており、ベトナムでは完全に消失し、日本の紫宸殿は明治時代で再建されたものとは言え、日本だけが現代においてもまとまった建築物を有している。

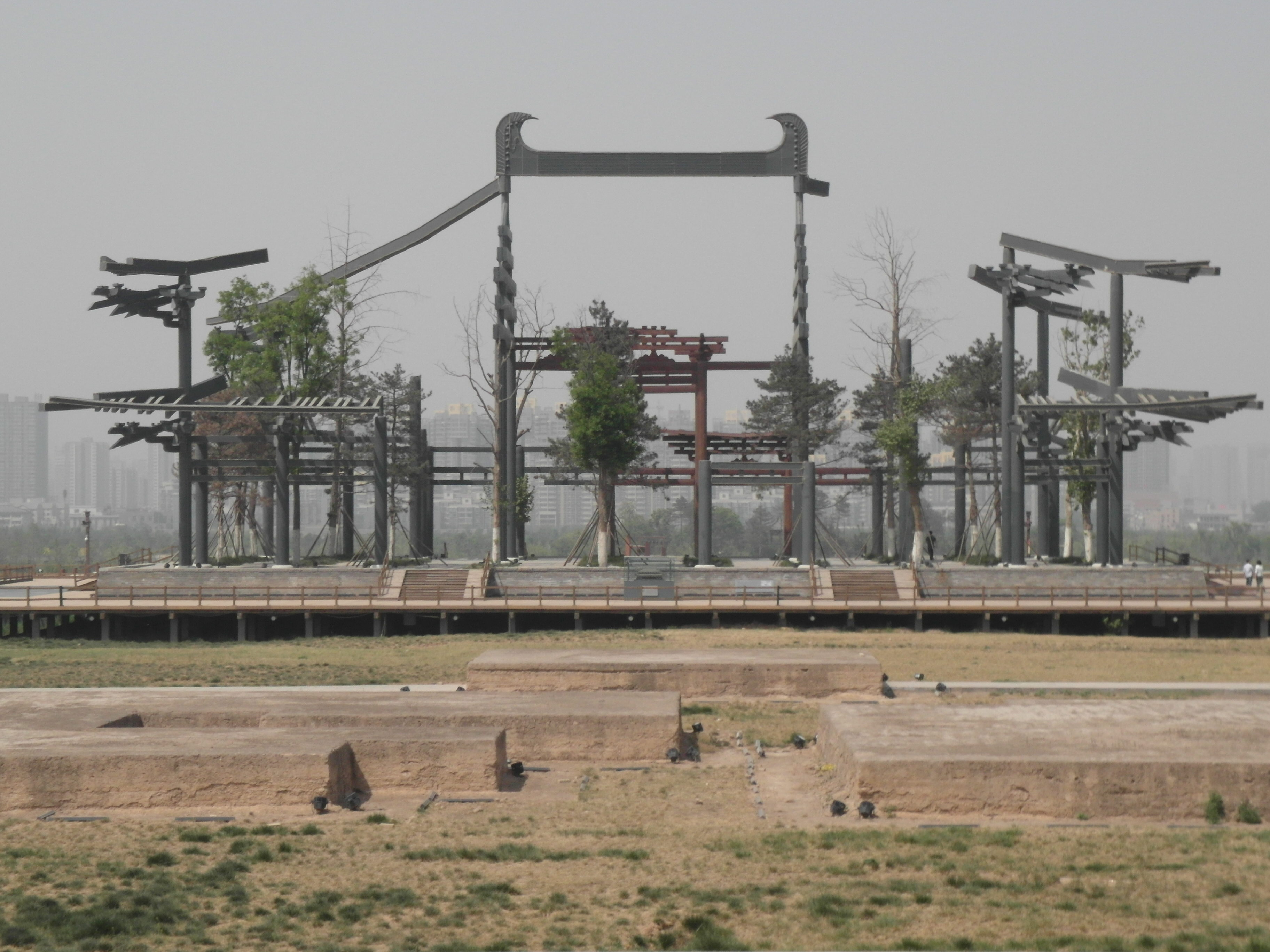
中国西安市にある大明宮・紫宸殿の遺跡
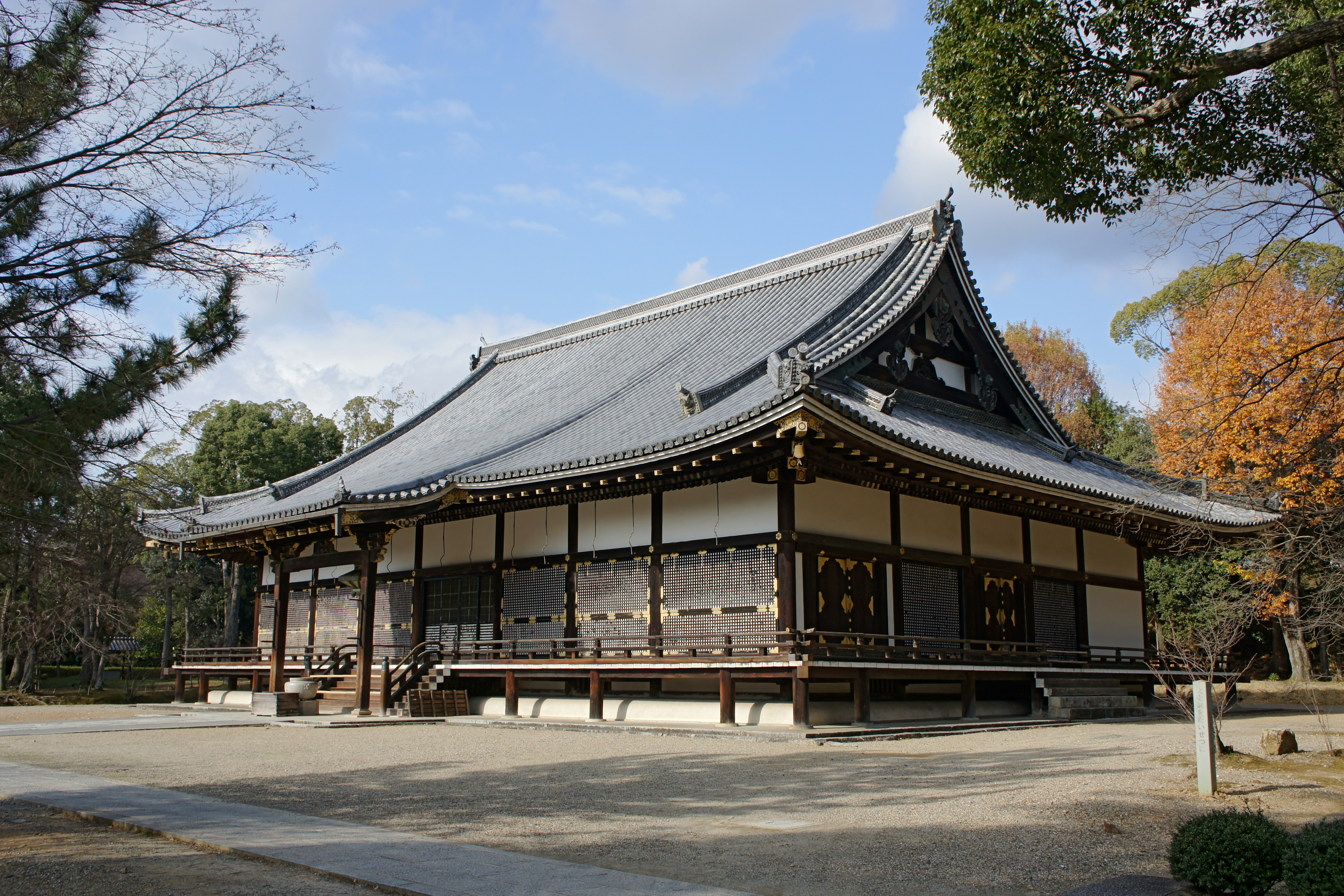
仁和寺金堂慶長期の旧紫宸殿（紫宸殿としては現存最古）。
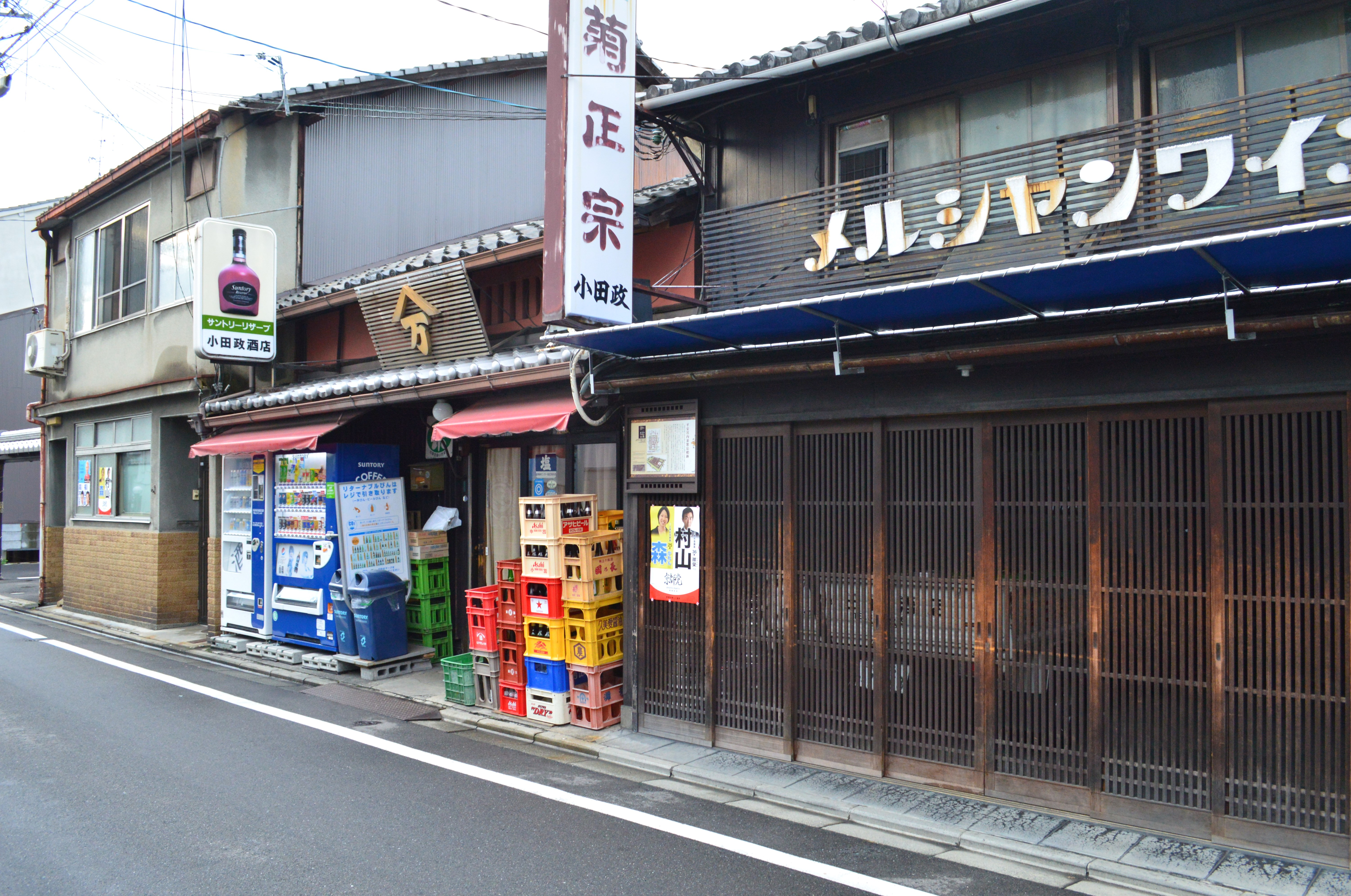
平安京内裏 紫宸殿跡京都市上京区田中町。ただし画像中央の説明板は紫宸殿跡から南約25メートルの南庭中央部。

## 歴史
紫宸殿は本来天皇の私的な在所である内裏の殿舎の1つであったが、平安時代中期以降、大内裏の正殿であった大極殿が衰亡したことにより、即位の礼や大嘗祭などの重要行事も紫宸殿で行われるようになった。
内裏は鎌倉時代に火災にあって以後、再建されることはなかったが、紫宸殿は臨時の皇居である里内裏で再建され、現在の京都御所（これも元は里内裏である）にも安政2年（1855年）に古式に則って再建されたものが伝わっている。

## 構造
その構造は正面九間の母屋（もや）の四方に庇を巡らせ、さらにその外側に高欄の設置された簀子を配しており、母屋中央には高御座が置かれている（古くは帳台が置かれた）。
母屋と北庇との境は賢聖障子(げんじょうのしょうじ)と呼ばれるパネル状の押障子で仕切られており、南庇中央には18段の階（南階）がある。

### 南庭

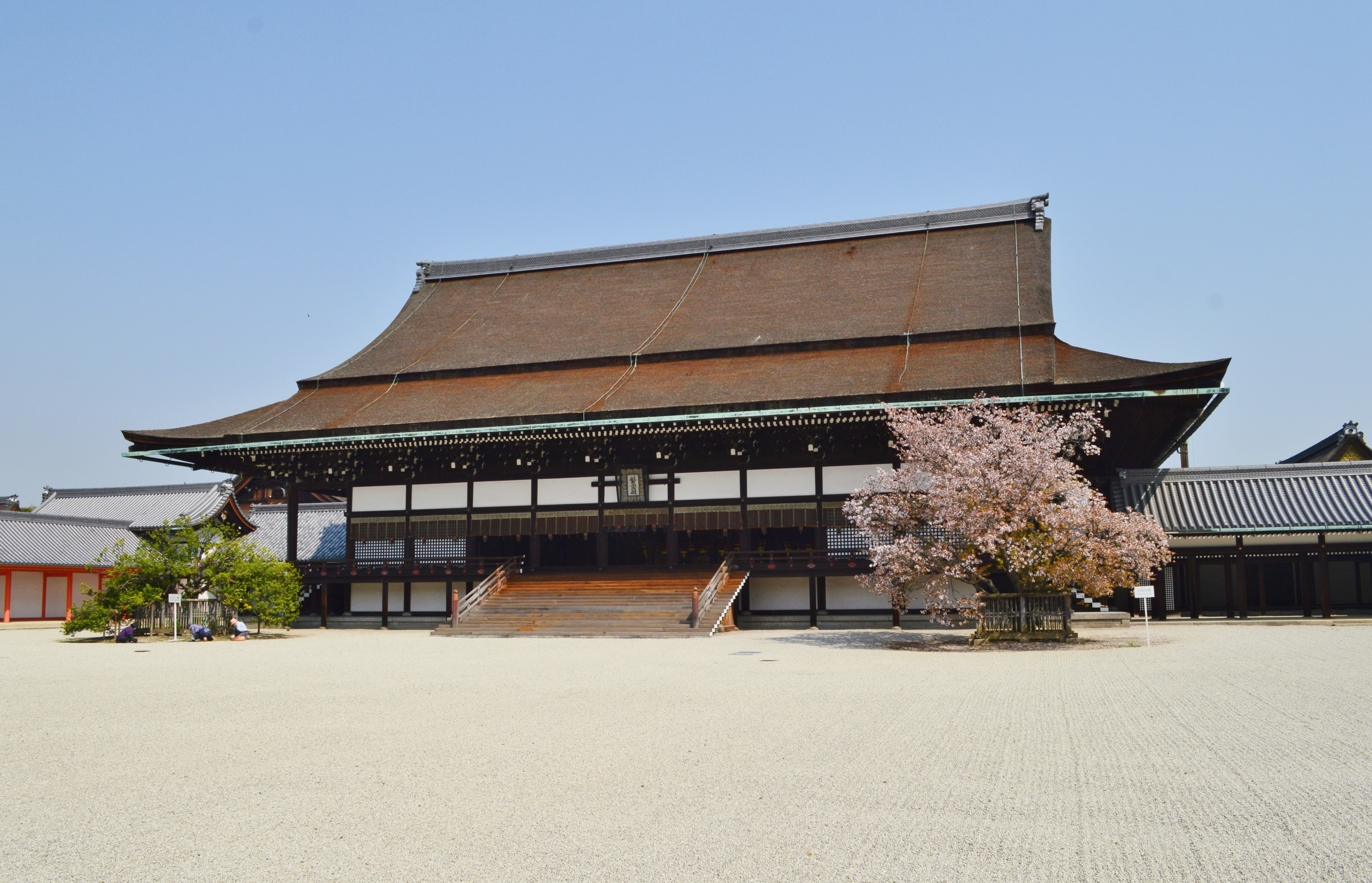
殿前左は右近の橘、右は左近の桜

紫宸殿の南庭には東に桜、西に橘が植えられており、それぞれの近くに左近衛と右近衛が配陣したため、左近の桜、右近の橘と称される。
左近の桜はもともとは梅だったといい、乾枯したのを契機に仁明天皇の時に桜に植え替えられたという。

### 左近衛の陣所
左近衛の陣所は宜陽殿に続く軒廊（こんろう）にあり、「左近陣座（さこんのじんのざ）」と呼ばれた。
摂関政治全盛期にはここで摂関を座長とする朝議（陣所で行われるため陣議・陣定といい、帯仗が許されたため仗議ともいう）が盛んに行われ、実質的な国政の中心となった。
まれに校書殿東庇にある「右近陣座」でも行われ、『年中行事絵巻』に「右近衛陣座」として描かれている。

### 即位礼
天皇の即位儀式のうち、最も重要な即位礼は大内裏の大極殿を会場とすることが定められていたが、平安時代末期の安元の大火を機に再建されなくなった。代わりに同じ大内裏内にある太政官庁へ会場が移されて慣例とされてきたが、こちらも室町時代の応仁の乱を機に再建されなくなった。
応仁の乱以前に紫宸殿で即位礼が行われた事例が平安時代に2件あり、病気を理由に大極殿に出御出来なかった冷泉天皇と福原京に遷都したばかりで大極殿が完成していなかった安徳天皇がそれに当たる。
応仁の乱後に初めて天皇に即位した後柏原天皇の即位式が21年間開けなかった理由としては費用の不足の他に、太政官庁を再建して実施するか、儀式自体の費用が集まらないのに太政官庁を再建するのは難しいとして代わりに紫宸殿で行うかで議論になっていたことが上げられる。
最終的に太政官庁の再建は現実的ではないとして、大永元年（1521年）に紫宸殿において即位式が実施された。
その後、紫宸殿での即位礼が新たな慣例になり、東京奠都後も昭和天皇まで京都の紫宸殿で即位礼が実施された。